# Anne-Caroline Chausson
Anne-Caroline Chausson (* 8. Oktober 1977 in Dijon, Département Côte-d’Or) ist eine ehemalige französische Radsportlerin. Sie ist die erfolgreichste Mountainbikerin in den Disziplinen Downhill und Dual. Bis zum Ende ihrer sportlichen Laufbahn im Jahre 2013 errang sie 13 Weltmeistertitel.

## Sportliche Laufbahn
Sie gewann allein in der Eliteklasse 13 Goldmedaillen in den Disziplinen Downhill (1996–2003, 2005), 4-Cross (2002–2003) und Dual (2000–2001). Dazu kommt mindestens noch ein Weltmeistertitel bei den Junioren, wobei sie für einen Eklat sorgte. Sie wollte in vorzeitig in der Elite starten, wurde wegen ihres Alters von der UCI aber nur in die Juniorenklasse zugelassen. Aus Protest verweigerte sie bei der Siegerehrung das Überstreifen des Junioren-Siegertrikots. Chausson war überzeugt, sich mit ihrer Zeit auch das Elitetrikot verdient zu haben.
Anne-Caroline Chausson wurde beim BMX von Max Commençal entdeckt und fuhr, zusammen mit Cédric Gracia lange in dessen Team Sunn. Die drei verbindet bis heute eine gute Freundschaft. Im Jahr 2006 vertreten sie alle drei wieder ein Team - Commençal. Chausson ist allerdings nach 2005 endgültig vom Racing zurückgetreten, um nur noch Freeriden gehen zu können oder für Filme zu fahren. Sporadisch nimmt sie dennoch an Wettkämpfen, beispielsweise dem Mega-Avalanche Downhill-Marathon in L’Alpe d’Huez, teil. Diesen konnte sie 2006 souverän gewinnen. Eigentlich hatte sie diesen Schritt schon im Jahr 2004 geplant, aber kurz vor der WM verletzte sie sich. Ohne Titel wollte sie aber nicht abtreten. Ihre Erfolge im Bikercross (Dual/4Cross) fuhr sie ebenso dominant ein wie die Downhillsiege. Allerdings war es immer ihre Zweitdisziplin. Ihre frühe Konkurrentin war Missy Giove, deren Teamplatz Chausson nach ihrer Zeit bei Sunn Volvo-Cannondale übernahm.
Bei der Premiere des BMX-Rennsports an den Olympischen Sommerspielen 2008 gewann Chausson die Goldmedaille im Frauenwettbewerb.

## Ehrungen
Chausson wurde mit der Aufnahme in die Hall of Fame des europäischen Radsportverbandes Union Européenne de Cyclisme geehrt.